# Cantó de Steenvoorde
El cantó de Steenvoorde (neerlandès Kanton Steenvoorde) és una divisió administrativa francesa situat al departament del Nord a la regió dels Alts de França. Forma part del Westhoek (Flandes francès)

## Composició
El cantó aplega 9 comunes: 
| - Boeschepe - Eecke (neerlandès: Eke) - Godewaersvelde (Godewaarsvelde) - Houtkerque (Houtkerke ) - Oudezeele (Oudezele) | - Saint-Sylvestre-Cappel (Sint-Silvesterkappel) - Steenvoorde - Terdeghem (Terdegem) - Winnezeele (Winnezele) |

## Demografia
| 1962   | 1968   | 1975   | 1982   | 1990   | 1999   | 2006   |
| ------ | ------ | ------ | ------ | ------ | ------ | ------ |
| 11.997 | 11.801 | 11.602 | 11.939 | 12.185 | 12.851 | 13.440 |

## Història
| Data d'elecció                           | Identitat          | Partit        | Qualitat |
| ---------------------------------------- | ------------------ | ------------- | -------- |
| 1970-1999                                | Jean-Marc Bataille | PR            |          |
| 1999-                                    | Jean Marc Gosset   | Divers droite |          |
| les dades anteriors no són pas conegudes |                    |               |          |
|                                          |                    |               |          |

## Galeria d'imatges

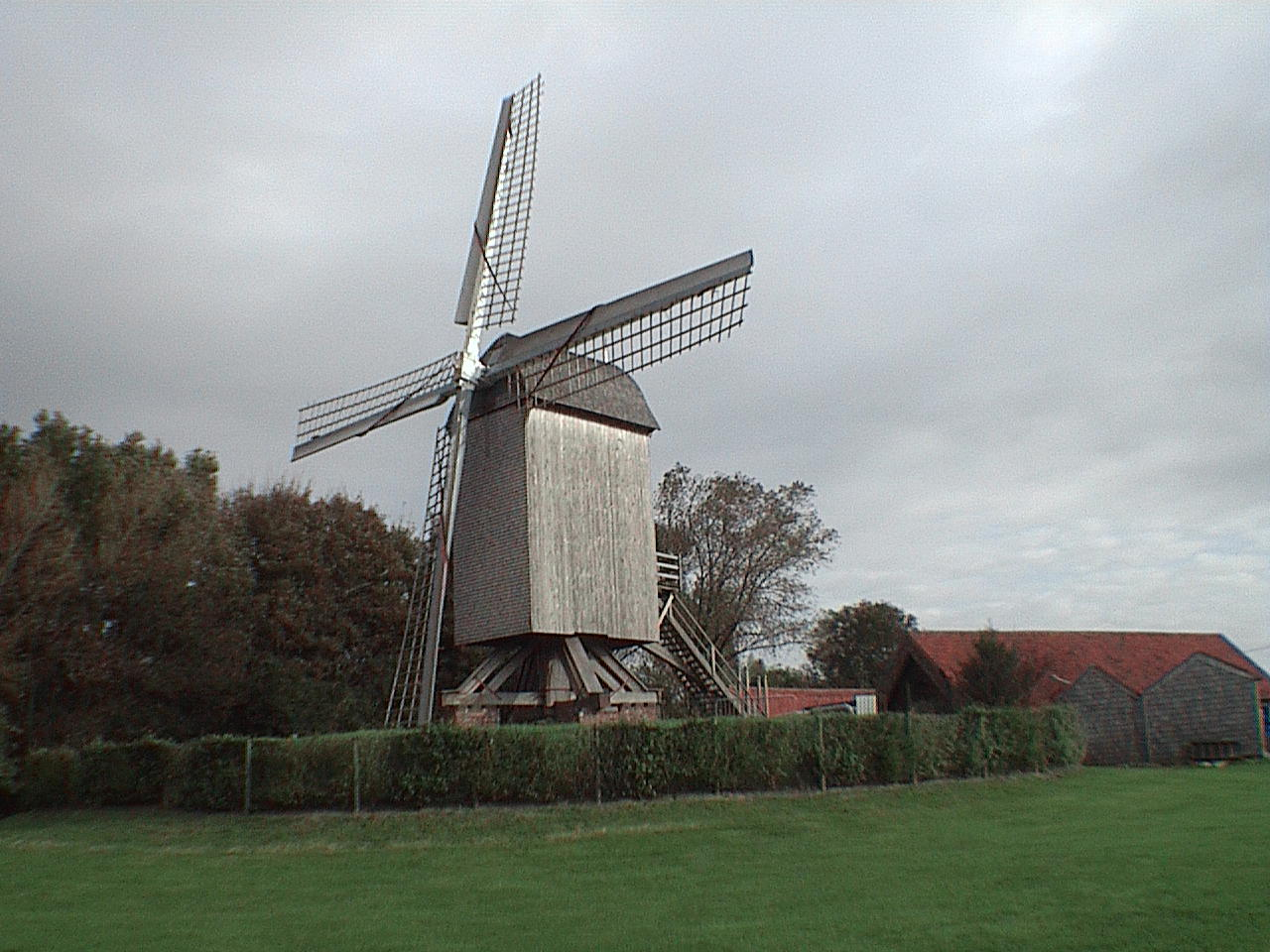
Terdeghem
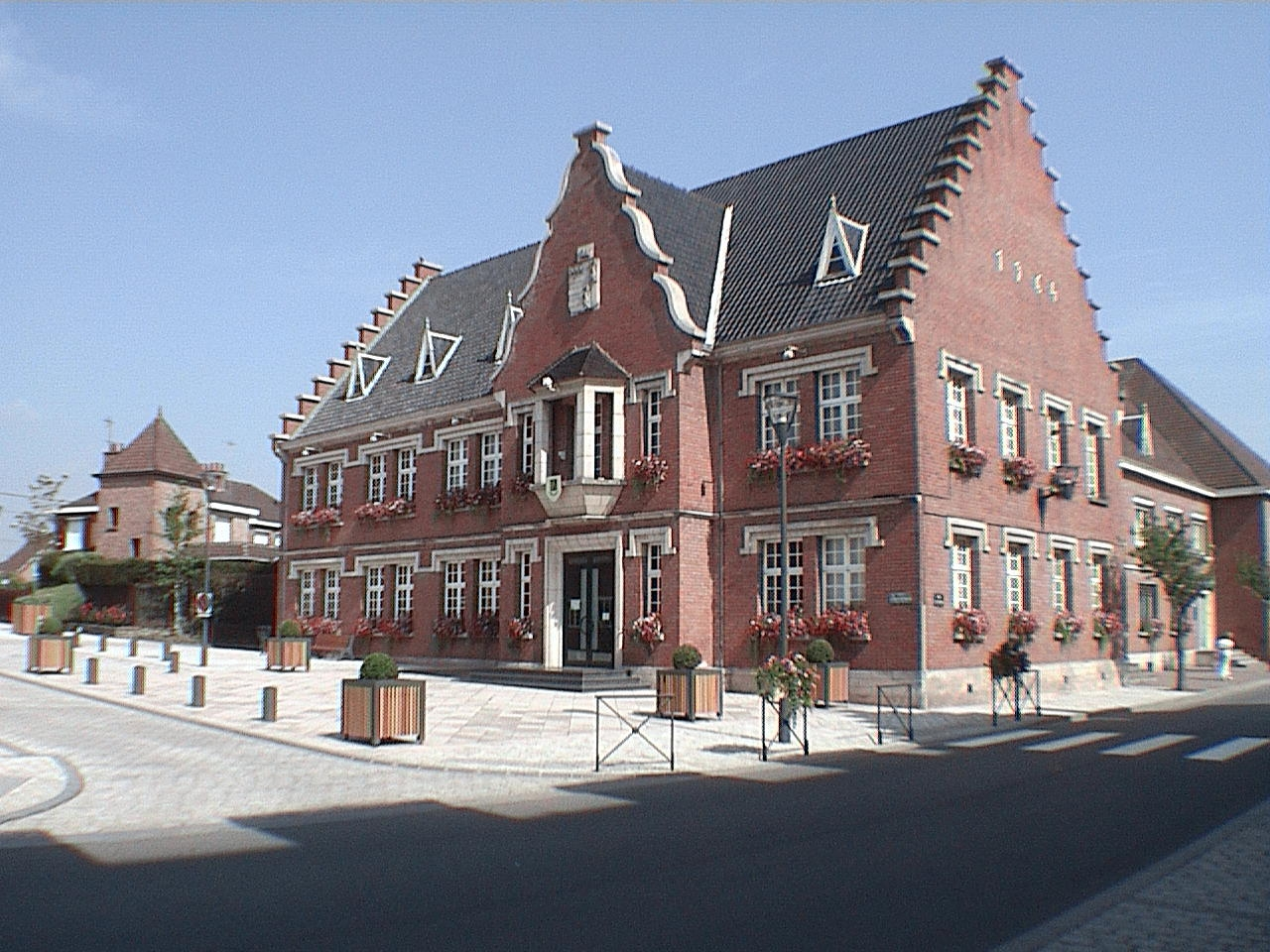
Steenvoorde
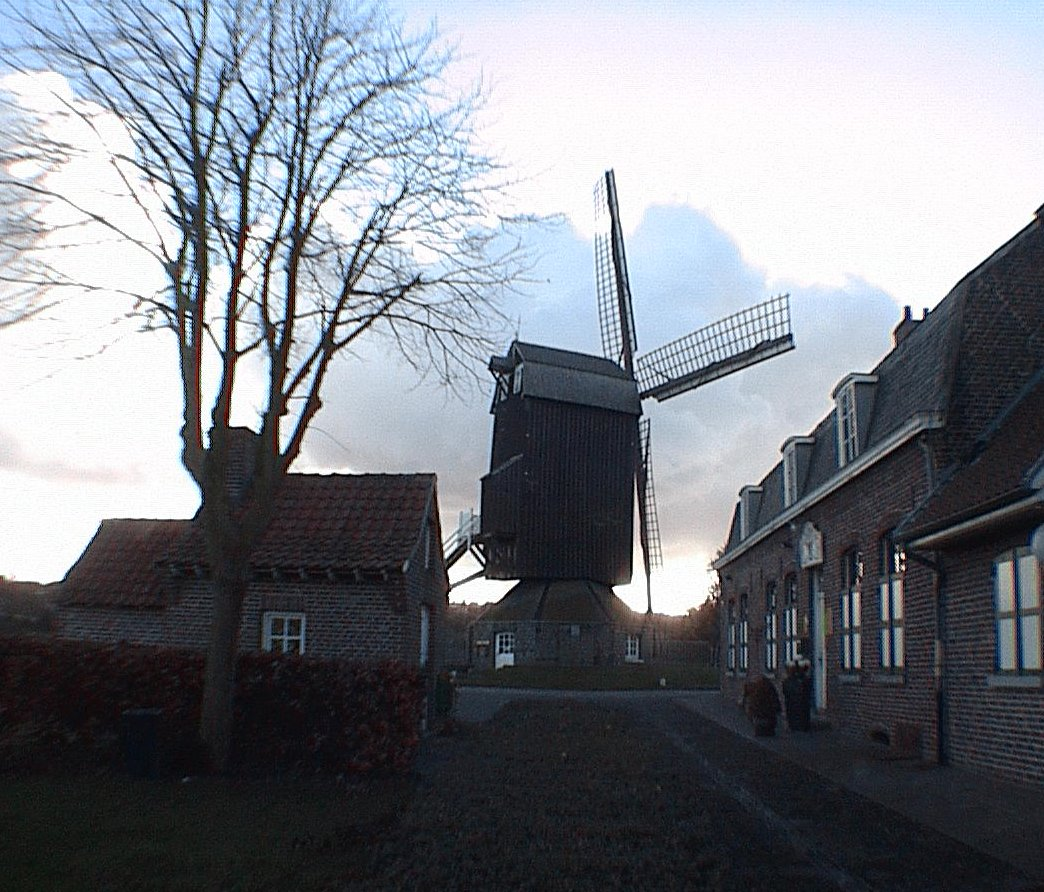
Boeschepe
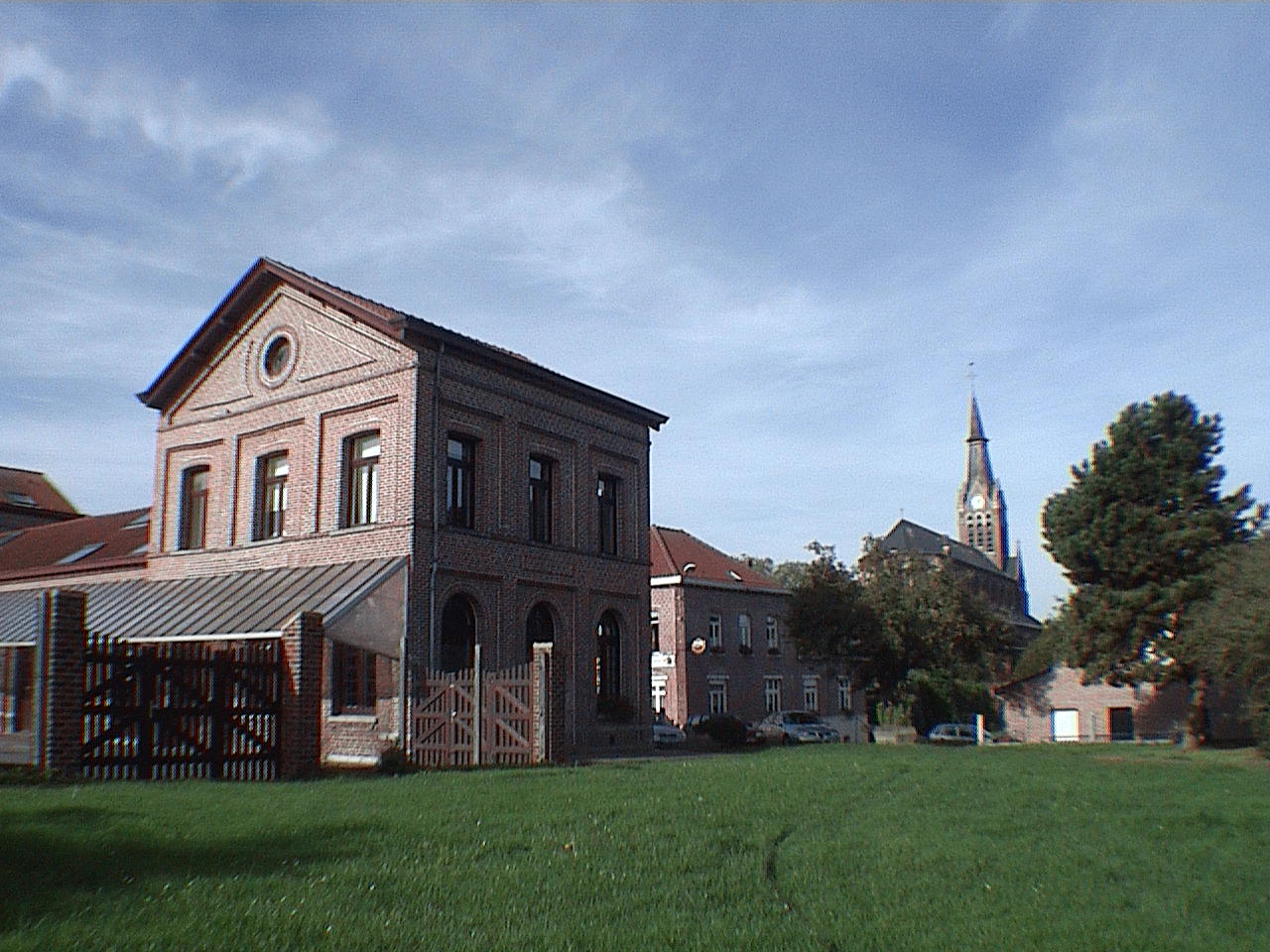
Godewaersvelde
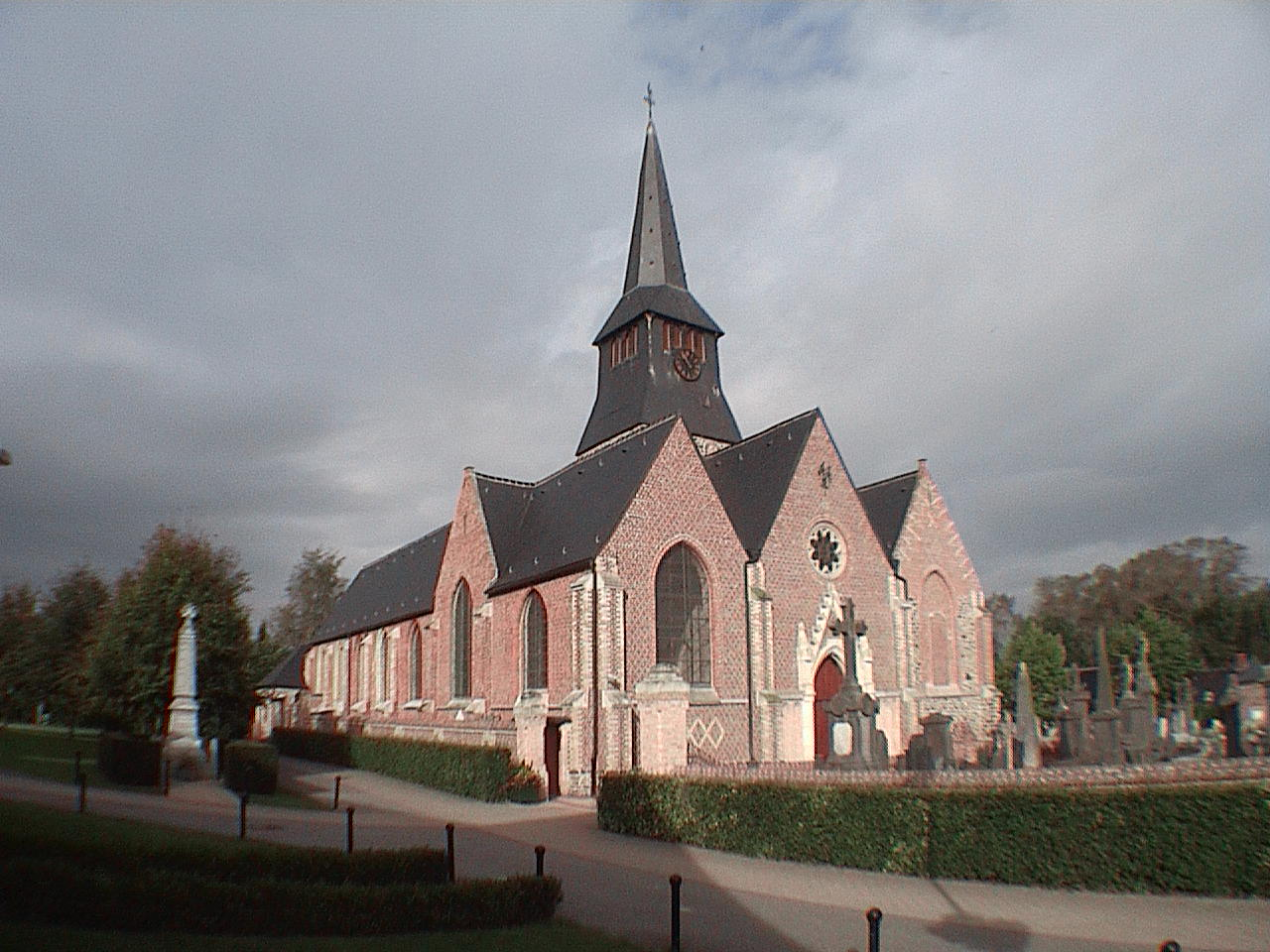
Terdeghem
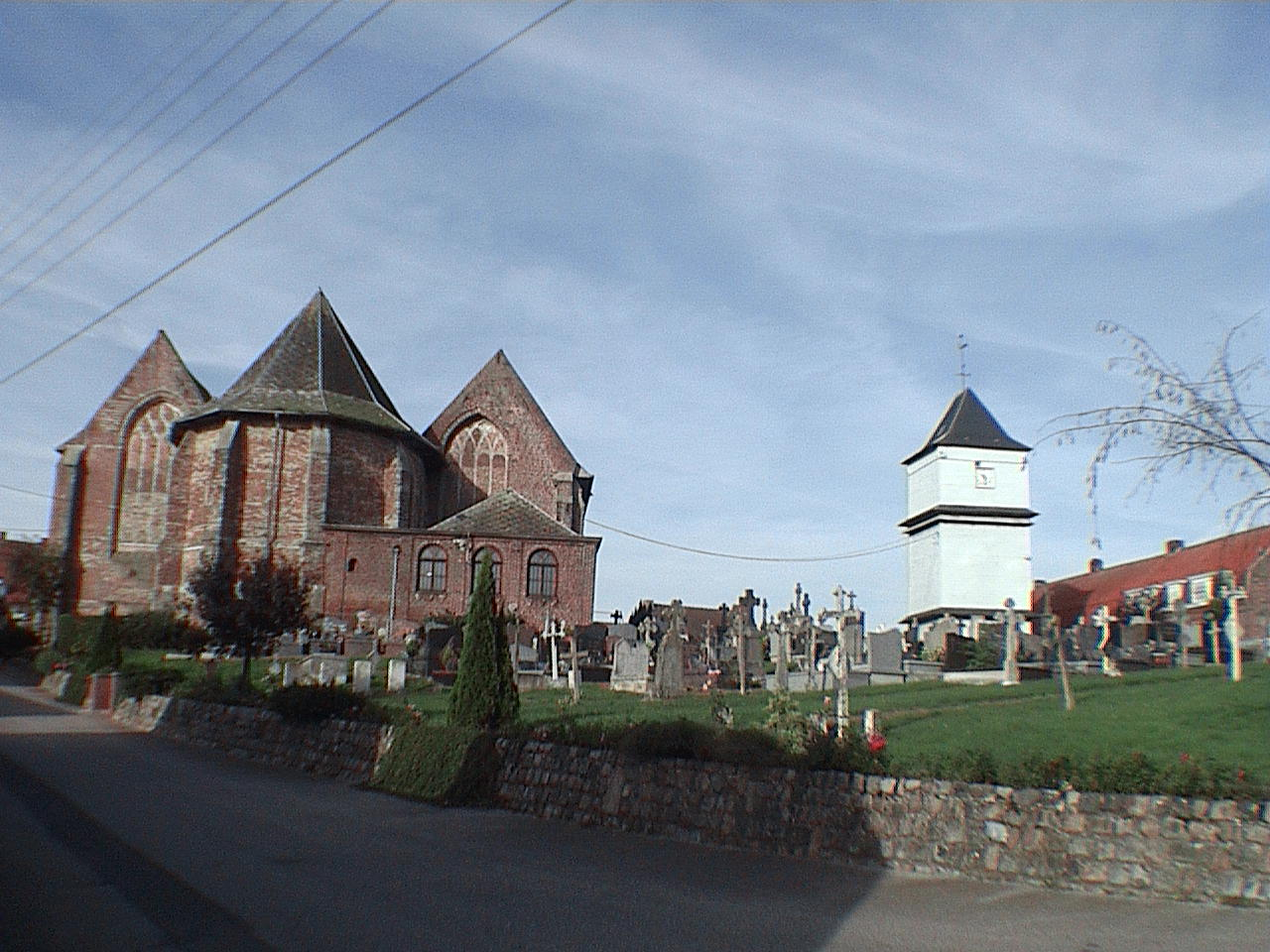
Eecke
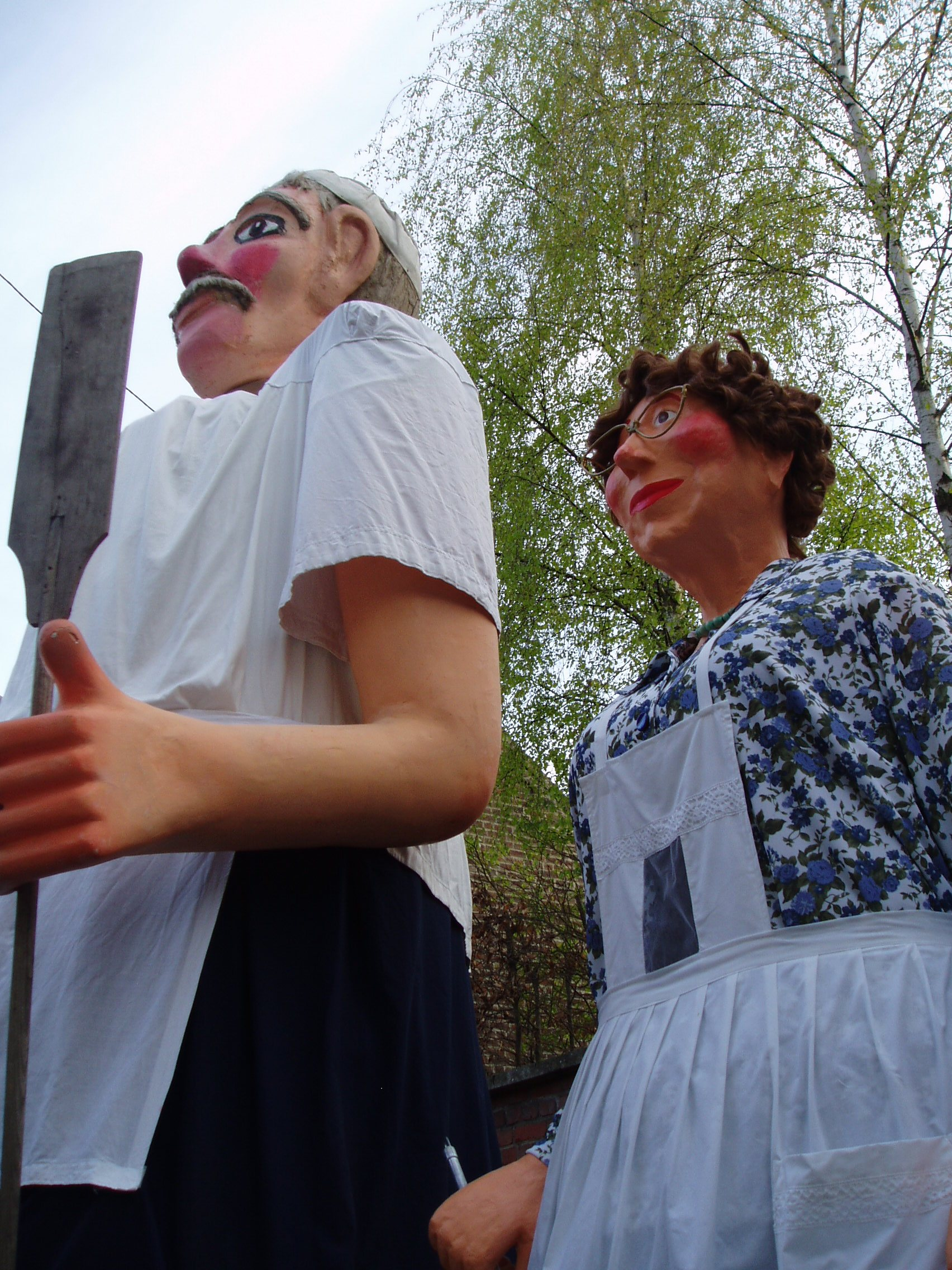
Oudezeele
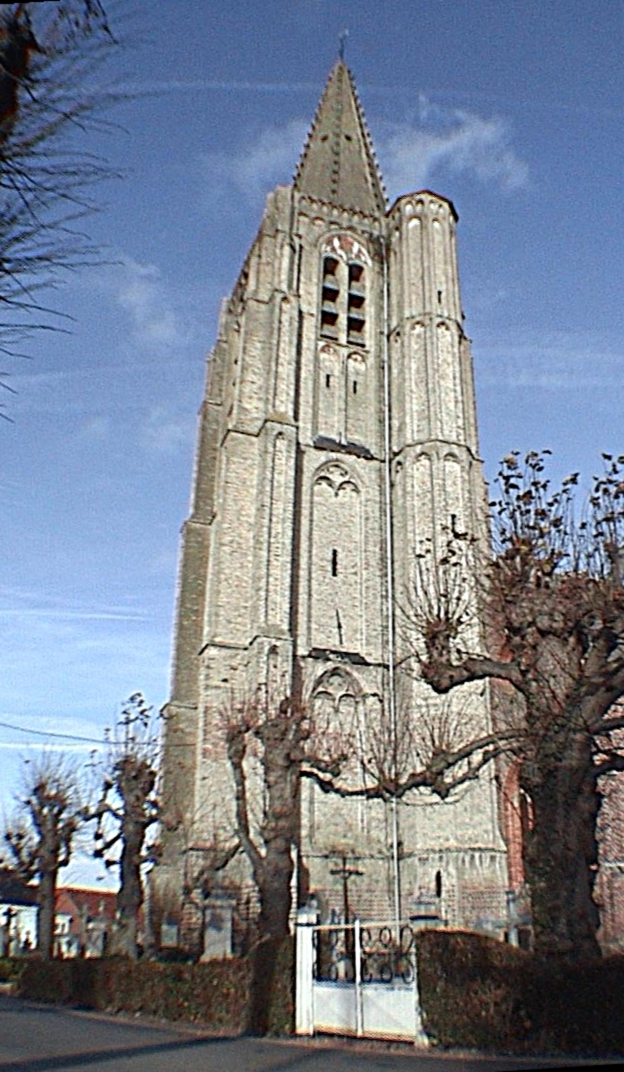
Houtkerque
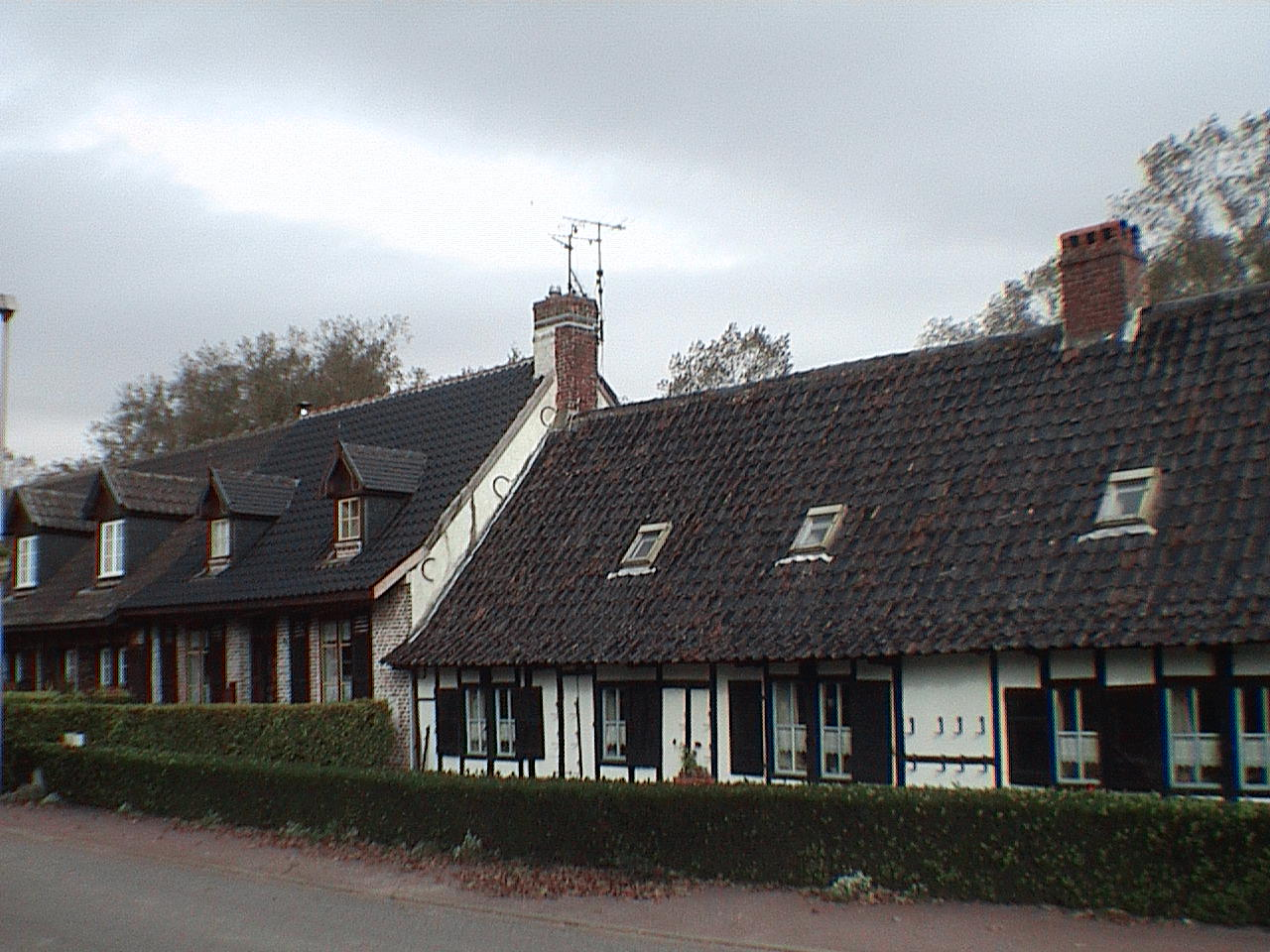
Terdeghem